# Tiszacsermely
Tiszacsermely é um município da Hungria, situado no condado de Borsod-Abaúj-Zemplén. Tem 20,28 km² de área e sua população em 2015 foi estimada em 548 habitantes.